# يلدا (ممثلة)
يلدا (13 سبتمبر 1978 -)، ممثلة إيرانية مقيمة في الكويت وتحسب على الفن في دول الخليج.

## عن حياتها
ولدت في الكويت من أب إيراني وأم ألمانية. درست في «المعهد العالي للفنون المسرحية» في الكويت، وحصلت على البكالوريوس في الإخراج المسرحي. شاركت خلال مسيرتها الفنية بالعديد من المهرجانات المسرحية لا سيما مع مسرح الشباب، كما إنها قامت بإخراج عدد من الأعمال المسرحية فيما يعرف باسم المسرح النوعي، لكن أتت انطلاقتها الحقيقية من خلال التمثيل، وعرفها الجمهور من خلال مسلسل «يا خوي» مع الفنانة سعاد عبد الله.
ابتعدت عن المجال الفني منذ عام 2015 بعد استقرارها في الخارج.

## أعمالها

### من أعمال التلفزيون
| سنة الإنتاج | اسم المسلسل                | الشخصية         |
| ----------- | -------------------------- | --------------- |
| 2001        | من يقتل الأحلام            |                 |
| 2001        | بقدر ما تحمل النفوس        |                 |
| 2002        | أنا حر                     |                 |
| 2003        | يا خوي                     | فجر             |
| 2003        | حياتي                      | سحر             |
| 2004        | الدنيا لحظة                | شذى             |
| 2004        | بعد الشتات                 |                 |
| 2005        | دار الزين                  |                 |
| 2005        | عندما تغني الزهور          | حصة             |
| 2006        | نجمة الخليج                | روزة            |
| 2006        | جادة 7                     | غسق             |
| 2007        | أزهار مريم                 |                 |
| 2007        | همس الحراير                |                 |
| 2008        | أبلة نوره                  | أمل             |
| 2008        | جدار الصمت                 | سارة            |
| 2009        | إلى متى                    |                 |
| 2010        | الصراع                     |                 |
| 2010        | قصة هوانا حلقات منفصلة     | عدة شخصيات      |
| 2010        | كريمو                      | جولناز          |
| 2011        | شوية أمل                   | دعاء            |
| 2012        | الحب المستحيل حلقات منفصلة | عدة شخصيات      |
| 2012        | حبر العيون                 | توأم: جميلة نور |
| 2013        | الحلال والحرام             | جهاد            |
| 2015        | عناقيد النور               | الأميرة نوار    |

### في المسرح
| سنة الإنتاج | المسرحية                 | الشخصية |
| ----------- | ------------------------ | ------- |
| 2003        | عجايب والعقارب           |         |
| 2003        | التوأم                   |         |
| 2004        | أبو الرؤوس الثلاث        |         |
| 2007        | عنبر و11 سبتمبر عروض قطر | عبير    |
| 2015        | أم الزين                 |         |

### من أعمال السينما
| سنة الإنتاج | الفيلم     | الشخصية |
| ----------- | ---------- | ------- |
| 2006        | حنين       |         |
| 2006        | عقاب       |         |
|             | أسرار سارة | سارة    |
| 2013        | سيناريو    |         |

### أعمال المهرجانات المسرحية
- المنبوذة.
- مكان مع الخنازير.
- حيث وضعت العلامة.
- شيء يسمونه الحب.
- حلم السمك العربي.
- انتيجون.
- ليدي ماكبث.
- القفص.
- الخرتيت بندورة الأسطورة.
- الذئاب.
- حديقة الحيوان.
- يونيغلوب.
- فاندو وليز.

## روابط خارجية
- يلدا على موقع قاعدة بيانات الأفلام العربية